# Olej z dzikiej róży
Olej z dzikiej róży - rzadki olej o barwie ciemnożółtej do lekko brązowawej wytwarzany z nasion dzikiej róży (Rosa canina) przez ich ekstrakcję w heksanie. Następnie poddawany jest procesowi rafinacji. Zawiera dużą ilość nienasyconych kwasów tłuszczowych.
| Skład:                       | zawiera 40% kwasu linolowego, 40% kwasu alfa-linolenowego, witaminę A |
| Kategoria:                   | olej schnący |
| Ważność:                     | po otworzeniu tylko 8-10 tygodni |
| Wytrzymałość na temperatury: | nie ogrzewać |
| Zastosowanie                 | Stosuje się głównie w przemyśle kosmetycznym do pielęgnacji każdego rodzaju skóry, ale szczególnie polecany wrażliwej, uszkodzonej skórze (także przez nadmierne opalanie), przy couperose (cerze ze skłonnością do pękających, rozszerzonych naczynek). Olej ten wspomaga łuszczącą się skórę, hamuje proces starzenia, równie dobry dla skóry tłustej ze skłonnością do trądziku. Używany w preparatach do pielęgnacji zniszczonych włosów (wzmacnia elastyczność). Wykazuje działanie ochronne, przeciwzapalne, rozjaśnia, uelastycznia i ożywia zmęczoną skórę, wygładza zmarszczki. Olej z dzikiej róży zaliczany jest do drogich olejów. Może być mieszany z innym olejem roślinnym, co doda mu stabilności i przedłuży jego trwałość. |